# Sabina Sciubba

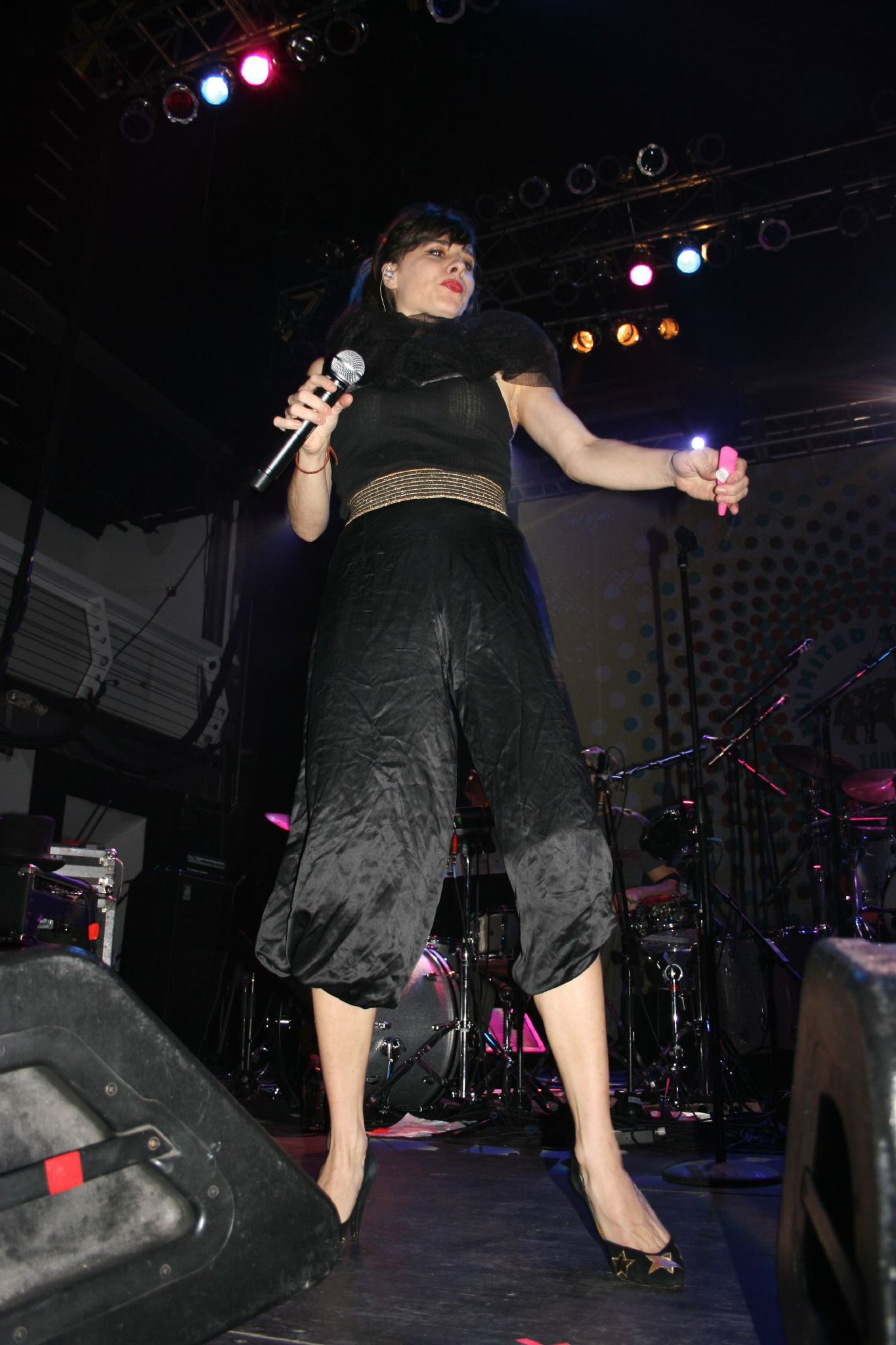
Sabina Sciubba na scenie nowojorskiego klubu Terminal 5

Sabina Sciubba (ur. 23 lutego 1975 w Rzymie) – nowojorska wokalistka pochodzenia niemiecko-włoskiego, liderka grupy muzycznej Brazilian Girls.
Wychowała się w Monachium oraz Nicei. Dzięki temu opanowała języki: włoski, niemiecki, hiszpański, francuski, portugalski oraz angielski, którymi to regularnie włada na albumach Brazilian Girls i na scenie. Wszystkie sześć języków wykorzystała na pierwszej płycie.
Przed uformowaniem Brazilian Girls w 2003, Sciubba nagrała dwa albumy jazzowe – You Don't Know What Love Is, przy akompaniamencie pianisty Chrisa Andersona, oraz Meet Me in London – tym razem z gitarzystą Antoniem Forcione.